# Бонч-Бруевич, Алексей Михайлович
Алексе́й Миха́йлович Бонч-Бруе́вич (23 мая 1916, Тверь — 20 мая 2006, Санкт-Петербург) — советский и российский физик, крупный специалист в области квантовой электроники и физической оптики. Член-корреспондент АН СССР (1984), доктор физико-математических наук (1957), профессор (1963). Заслуженный деятель науки и техники РСФСР (1976). Ветеран труда (1990).

## Биография
Старший сын известного ученого радиотехника М. А. Бонч-Бруевича. В 1932 году начал работать лаборантом в Ленинградском физико-техническом институте, вскоре поступил в Ленинградский политехнический институт, который окончил в 1939 году и был зачислен в аспирантуру ЛФТИ.
В 1939—1946 гг. Бонч-Бруевич находился в рядах Вооруженных сил, служил в блокадном Ленинграде, готовил молодых офицеров. После демобилизации в 1947 году поступил на работу в Государственный оптический институт (ГОИ), где трудился на протяжении всей оставшейся жизни.
Более 25 лет возглавлял один из ведущих отделов ГОИ — физической оптики. Более десяти лет был членом секции физики Комитета по Ленинским и Государственным премиям при СМ СССР, членом бюро Совета Академии наук по когерентной и нелинейной оптике.
Редактор разделов «Оптика» в Большой Советской энциклопедии и Физическом энциклопедическом словаре. В течение многих лет входил в состав редакционных коллегий журналов «Квантовая электроника», «Журнал технической физики», «Письма в ЖТФ», «Оптического журнала».
А. М. Бонч-Бруевич скончался 20 мая 2006 года, не дожив 3-х дней до своего 90-летия. До последних дней он продолжал работать, сохранял творческую активность и жизненный оптимизм. Похоронен на Богословском кладбище Санкт-Петербурга.

## Научная деятельность
Первые научные работы Бонч-Бруевича посвящены радиоэлектронике. Он автор широко известных монографий: «Применение электронных ламп в экспериментальной физике» (4 издания) и «Радиоэлектроника в экспериментальной физике», по которым училось не одно поколение отечественных физиков. В дальнейшем специализировался в физической оптике, квантовой электронике. По инициативе С. И. Вавилова им была проведена экспериментальная проверка второго постулата специальной теории относительности, лёгшая в основу его докторской диссертации (1956). Одновременно он разрабатывал новые радиоэлектронные методы исследования люминесценции.
С начала 1960-х годов Бонч-Бруевич сосредоточил усилия на вопросах физики лазеров. Совместно с сотрудниками он создал первый лазер на неодимовом стекле, серийно освоенный отечественной промышленностью в 1964 году, то есть раньше, чем начался промышленный выпуск таких лазеров за рубежом. В 1974 году в составе группы работников НИИ и промышленности был удостоен Государственной премии СССР за разработку основ создания лазеров на неодимовом стекле и освоение их серийного производства.
С 1962 года Бонч-Бруевич систематически изучал процессы воздействия лазерного излучения на поглощающие среды, разработал теорию этих процессов, что позволило заложить основы лазерной обработки материалов, в первую очередь металлов. Изучение действия мощного излучения на прозрачные и слабопоглощающие среды позволило (1972—1976) обнаружить новые эффекты, развить статистический подход к описанию оптического разрушения этих сред, основать новое направление, названное им впоследствии «силовой оптикой».
С 1975 года Бонч-Бруевич начал изучать оптические явления при атомных столкновениях, обнаружил явление фотоатомной эмиссии. Среди других работ ученого следует выделить исследования оптических и спектральных свойств атомов в сильных световых полях, работы по лазеротермохимии, генерации поверхностных электромагнитных волн, оптической томографии.
Научную работу Бонч-Бруевич сочетал с воспитанием молодых специалистов и подготовкой научных кадров высокой квалификации. Более 25 лет он осуществлял педагогическую деятельность в вузах Москвы и Ленинграда. Под его руководством выполнено большое число кандидатских и докторских диссертаций. Научной общественности Бонч-Бруевич хорошо известен как организатор многочисленных конференций, совещаний и симпозиумов по актуальным направлениям квантовой электроники и нелинейной оптики. В 1995 году он был удостоен звания почётного Соросовского профессора. Его имя (как основателя нового научного направления «силовая оптика») присвоено 23 мая 2001 года малой планете Солнечной системы № 12657, открытой 30 августа 1971 года Т. М. Смирновой в Крымской астрофизической обсерватории.

## Награды
- 1945 — Медаль «За победу над Германией в Великой Отечественной войне 1941—1945 гг.»
- 1971 — Орден Трудового Красного Знамени
- 1974 — Государственная премия СССР
- 1985 — Орден Отечественной войны 2 степени
- 1999 — Орден Дружбы.

### Книги
- А. М. Бонч-Бруевич. Применение электронных ламп в экспериментальной физике. — 1951.
- А. М. Бонч-Бруевич. Радиоэлектроника в экспериментальной физике. — М., 1966.

### Избранные статьи
- А. М. Бонч-Бруевич. Экспериментальная проверка независимости скорости света от скорости движений источника излучения относительно наблюдателя // ДАН СССР. — 1956. — Т. 109, № 3. — С. 481—484.
- А. М. Бонч-Бруевич. Развитие флуорометрического метода исследования длительности возбуждённого состояния молекул. // УФН. — 1956. — Т. 58, № 1.
- А. М. Бонч-Бруевич. О прямом экспериментальном подтверждении второго постулата специальной теории относительности // Оптика и спектроскопия. — 1960. — Т. 9, вып. 1. — С. 134—135.
- А. М. Бонч-Бруевич, В. А. Ходовой. Многофотонные процессы. // УФН. — 1965. — Т. 85, № 1.
- А. М. Бонч-Бруевич, В. А. Ходовой. Современные методы исследования эффекта Штарка в атомах. // УФН. — 1967. — Т. 93, № 9.
- А. М. Бонч-Бруевич, Т. А. Вартанян, С. Г. Пржибельский, В. В. Хромов. Фотоотрыв поверхностных атомов металла. // УФН. — 1998. — Т. 168, № 8.
- А. М. Бонч-Бруевич. Сергей Иванович Вавилов в моей жизни. // УФН. — 2001. — Т. 171, № 10.